# Forn de calç de la Basseta
El Forn de calç de la Basseta és una obra de Torrebesses (Segrià) inclosa a l'Inventari del Patrimoni Arquitectònic de Catalunya.

## Descripció
Forn de calç en un estat de conservació mitjà. Es conserva l'estructura circular, amb murs fets amb carreus irregulars, i la boca, que consisteix en una obertura de forma quadrangular, amb llinda i sense brancals. Donat que la coberta no s'ha conservat es pot observar l'interior de l'olla, que presenta abundant vegetació.